# La Huichicata
La Huichicata är en ort i Mexiko.   Den ligger i kommunen Santa Cruz Zenzontepec och delstaten Oaxaca, i den sydöstra delen av landet, 400 km sydost om huvudstaden Mexico City. La Huichicata ligger 992 meter över havet och antalet invånare är 376.
Terrängen runt La Huichicata är bergig åt nordväst, men åt sydost är den kuperad. Runt La Huichicata är det ganska tätbefolkat, med 54 invånare per kvadratkilometer. Närmaste större samhälle är Llano Nuevo, 5,5 km nordväst om La Huichicata. I omgivningarna runt La Huichicata växer huvudsakligen savannskog.